# Andrej Andrejevič Bolibruh
Andrej Andrejevič Bolibruh (rusko Андрей Андреевич Болибрух), ruski matematik, * 30. januar 1950, Moskva, Sovjetska zveza (sedaj Rusija), † 11. november 2003, Pariz, Francija. 